# Nelima genufusca
Nelima genufusca is een hooiwagen uit de familie Sclerosomatidae.